# Guyot double
Pour les articles homonymes, voir Guyot.

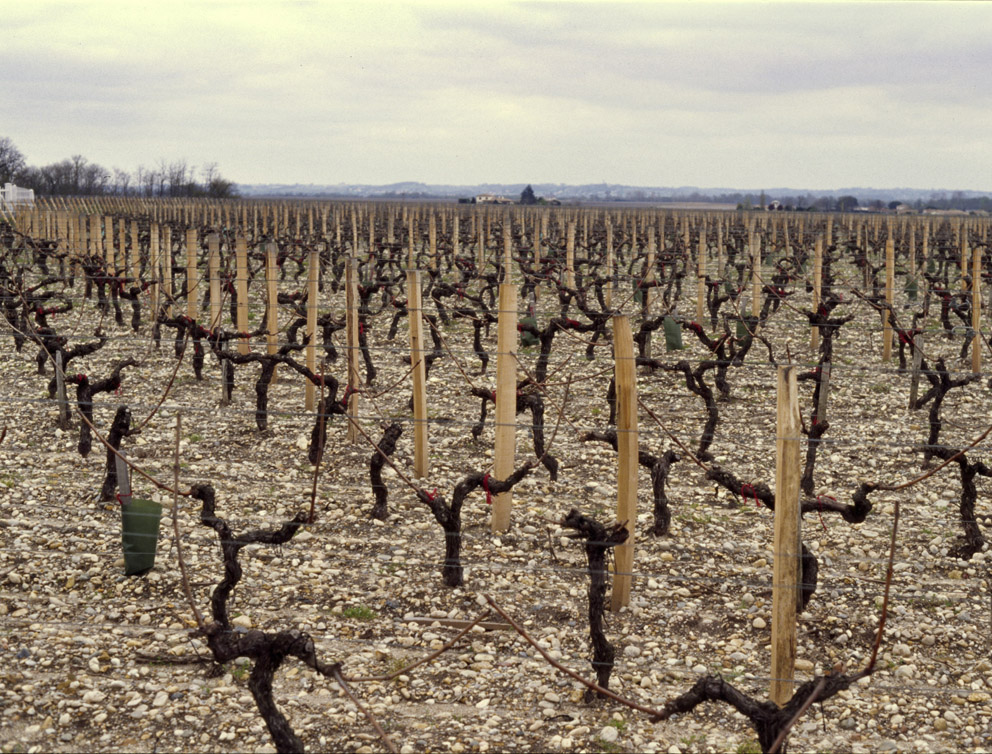
Vigne taillée en Guyot double

Le Guyot double est un type de taille longue, dérivée du Guyot simple, utilisée dans certains vignobles.
La taille s'effectue en laissant deux baguettes et deux coursons, de chaque côté du cep. Elle est adaptée aux parcelles et cépages vigoureux. Elle est plus coûteuse que le Guyot simple car plus longue à réaliser.